# Wincenty Wawro
Wincenty Wawro (ur. 13 maja 1931 w Sulechowie, zm. 22 grudnia 1997 w Warszawie) – polski koszykarz i trener, medalista mistrzostw Polski, reprezentant Polski, występujący na pozycji skrzydłowego, trener reprezentacji Polski seniorek (1972).

## Życiorys
Jego pierwszym klubem była YMCA Kraków, w sezonie 1948/1949 występował w Wiśle Kraków, a następnie w Olszy Kraków. W latach 1951–1955 studiował na Akademii Wychowania Fizycznego w Warszawie, reprezentował wówczas Polonię Warszawa. Z warszawskim klubem zdobył wicemistrzostwo Polski w 1954. W 1955 powrócił do Krakowa i został zawodnikiem Wisły Kraków. W barwach tego klubu występował do sezonu 1960/1961 włącznie. Wywalczył z nim łącznie dwa tytuły wicemistrza Polski (1956, 1959) i trzy brązowe medale mistrzostw Polski (1957, 1958, 1961).
W reprezentacji Polski debiutował w 1953, wystąpił m.in. na mistrzostwach Europy w 1955 (5 miejsce) i 1957 (7 miejsce), łącznie w biało-czerwonych barwach wystąpił w latach 1953-1957 70 razy, zdobywając 514 punktów.
Po zakończeniu kariery zawodowej pracował na Uniwersytecie Jagiellońskim jako nauczyciel wychowania fizycznego, następnie prowadził m.in. Cracovię, młodzieżową reprezentację Kuby, a w 1972 reprezentację Polski seniorek, m.in. na mistrzostwach Europy w tym roku. Na tej ostatniej imprezie zajął z drużyną 9 miejsce
Został pochowany na cmentarzu komunalnym Północnym w Warszawie (kwatera S-I-3 i 4, rząd 1, miejsce 1)